# Басханов, Ризван Шарудиевич
Ризван Шарудиевич Басханов (24 июня 1971, Комсомольское, Чечено-Ингушская АССР — 10 мая 2002, Гой-Чу, Чечня) — младший сержант МВД РФ, Герой Российской Федерации (2002).

## Биография
Ризван Басханов родился в селе Комсомольское (ныне — Чечня). Окончил среднюю школу, затем в 1996 году Грозненский нефтяной институт. В 1989—1991 годах проходил службу в Советской Армии. Во время правления Дудаева в Чечне не принимал участия в его вооружённых формированиях. В 1994 году поступил на службу в органы МВД РФ, в 1997 году уволился. Участвовал в боях первой чеченской войны на стороне федеральных сил.
В марте 2001 года Басханов вернулся на службу в органы МВД РФ, был назначен инспектором ДПС ГИБДД УВД по Чеченской республике, а в октябре того же года стал инспектором службы специализированной роты оперативного реагирования при отделе ГИБДД МВД Чеченской республики. 10 мая 2002 года Басханов принимал участие в обезвреживании группы боевиков в Комсомольском. Когда один из боевиков выдернул чеку из гранаты, Басханов бросился на него и зажал гранату между ним и собой, погибнув при взрыве. Похоронен в Комсомольском.
Указом Президента Российской Федерации от 16 сентября 2002 года за «мужество и героизм, проявленные при выполнении служебного долга» младший сержант милиции Ризван Басханов посмертно был удостоен высокого звания Героя Российской Федерации.

## Память
В селе Бердыкел Грозненского района Чечни одна из улиц названа Ризвана Басханова. В 2016 году имя героя присвоено школе №2 в селе Гой-Чу.